# Невский район
Не́вский райо́н (с 1920 по 1949 год — Володарский район) — административно-территориальная единица Санкт-Петербурга. Расположен на юго-востоке города и является единственным районом, расположенным на обоих берегах Невы. Образован в марте 1917 года путём преобразования Шлиссельбургского участка, имевшего до революции статус пригорода, в полноценный городской район.
Граничит с районами:
- Красногвардейским;
- Фрунзенским;
- Центральным;
- Колпинским;
- Всеволожским районом Ленинградской области.

Площадь Невского района — 6,2 тысячи га.
Население района — 556 880 (2025).

## История
- 24 марта 1917 года городская Дума Петрограда включила в городскую черту Шлиссельбургский участок, прежде имевший статус пригородного, с переименованием в Невский район
- В 1918 году Невский и Обуховский район были объединены в Невско-Обуховский район
- В 1920 году Невско-Обуховский район был переименован в Володарский район в честь революционера Володарского
- 12 июля 1922 года к Володарскому району была присоединена большая часть упразднённого Смольнинского района
- 25 ноября 1948 года Володарский район был вновь переименован в Невский район
- 12 июня 1950 года в состав района был передан рабочий посёлок Рыбацкое Павловского района Ленинградской области[2]

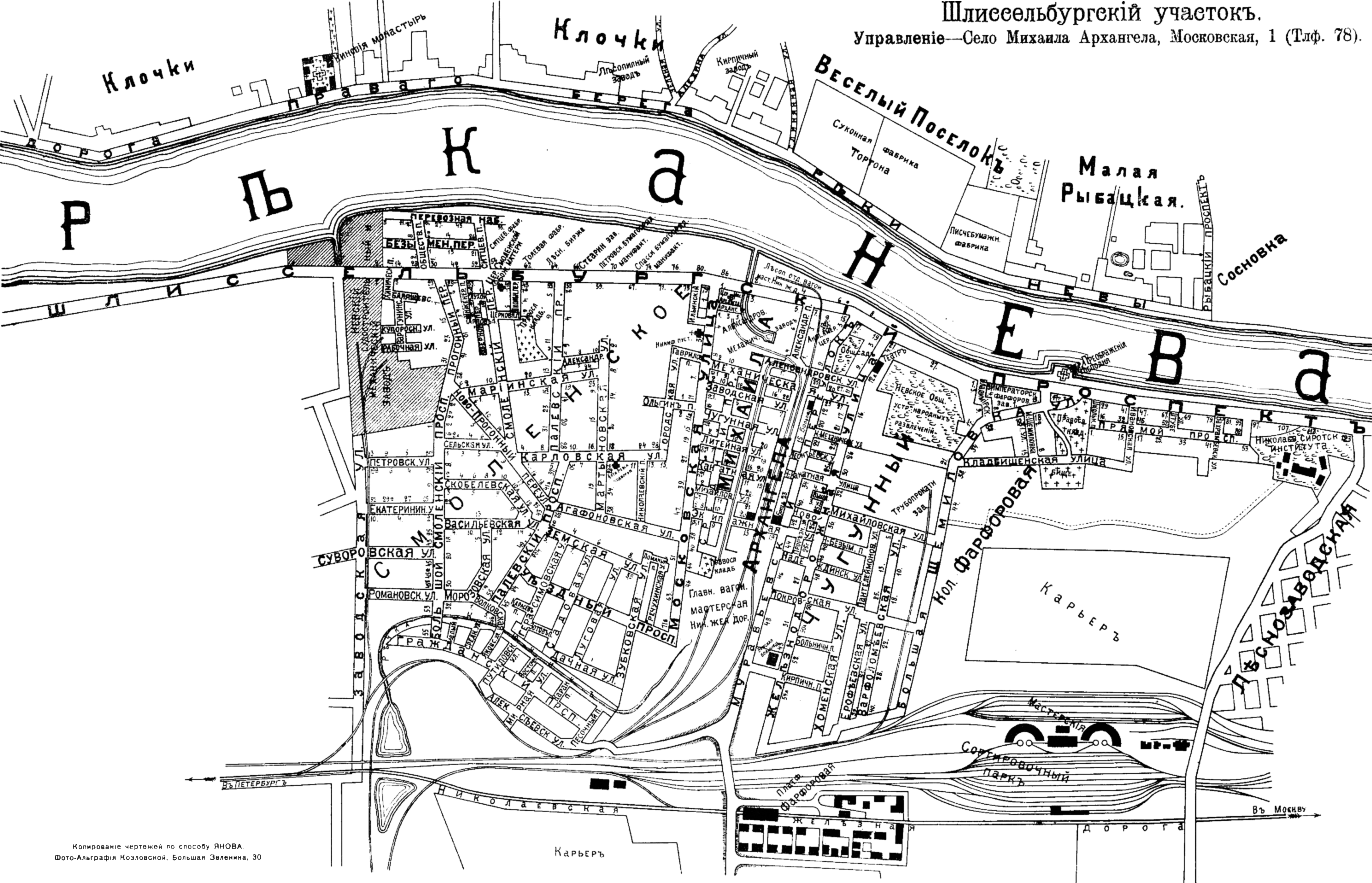
Шлиссельбургский участок («Весь Петербург» за 1913 год)
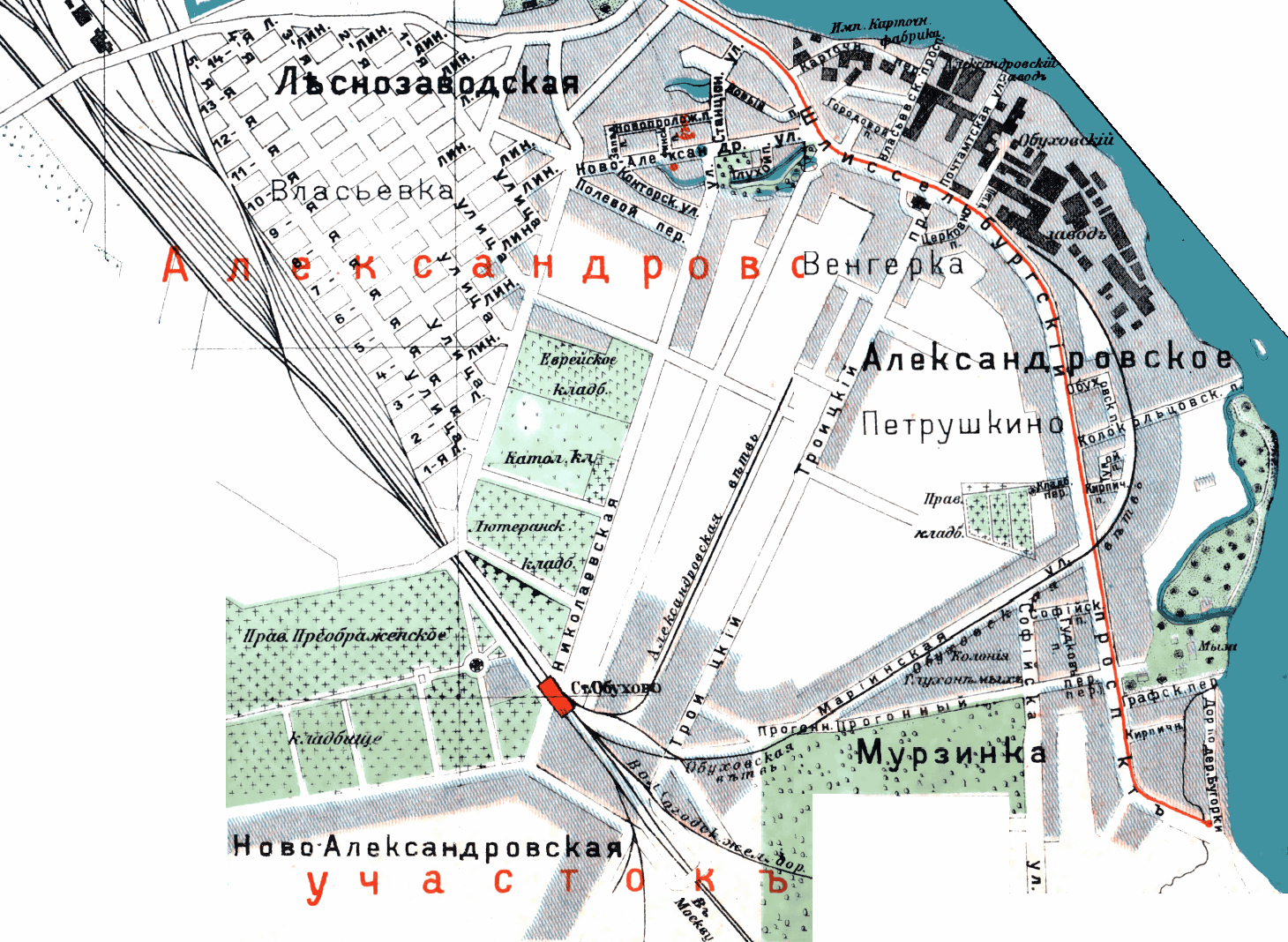
Александровский участок («Весь Петроград» за 1917 год)

## Население
| 2002     | 2009     | 2010     | 2012     | 2013     | 2014     | 2015     | 2016     | 2017     |
| -------- | -------- | -------- | -------- | -------- | -------- | -------- | -------- | -------- |
| 438 061  | ↘437 572 | ↗466 013 | ↗471 986 | ↗479 839 | ↗489 022 | ↗497 509 | ↗506 201 | ↗511 476 |
| 2018     | 2019     | 2020     | 2021     | 2023     | 2025     |          |          |          |
| ↗519 433 | ↗527 861 | ↗536 137 | ↗546 475 | ↗547 896 | ↗556 880 |          |          |          |

По итогам переписи населения 2020 года проживали следующие национальности (национальности менее 0,1 % и другое см. в сноске к строке «Другие»):
| Национальность | Численность, чел. | Доля     |
| -------------- | ----------------- | -------- |
| Русские        | 402 844           | 73,72 %  |
| Украинцы       | 2450              | 0,45 %   |
| Азербайджанцы  | 2104              | 0,39 %   |
| Татары         | 1772              | 0,32 %   |
| Узбеки         | 1702              | 0,31 %   |
| Белорусы       | 1404              | 0,26 %   |
| Армяне         | 1352              | 0,25 %   |
| Таджики        | 1022              | 0,19 %   |
| Евреи          | 621               | 0,11 %   |
| Киргизы        | 567               | 0,10 %   |
| Другие         | 130 637           | 23,90 %  |
| Итого          | 546 475           | 100,00 % |

## Территориальное деление района
В состав района входят исторические районы:
- на левом берегу реки Невы: Щемиловка, Смоленское, Александровское, Белевское поле, Мурзинка, Рыбацкое и Усть-Славянка;
- на правом берегу реки Невы: Весёлый Посёлок, Станция Нева, Сосновка, Уткина заводь.

### Внутригородские муниципальные образования

Административное деление Невского района

В границах Невского района Санкт-Петербурга располагаются 9 внутригородских муниципальных образований со статусом муниципальных округов:
| № | Флаг | Герб | Статус ВМО | Название ВМО    | Дата присвоения | Бывшее № название | Площадь, км² | Население, чел. (2025 г.) |
| - | ---- | ---- | ---------- | --------------- | --------------- | ----------------- | ------------ | ------------------------- |
| 1 |      |      | мун. округ | Невская застава | 26.09.2002      | МО № 49           | 7,11         | ↗28 441                   |
| 2 |      |      | мун. округ | Ивановский      | 19.05.2008      | МО № 50           | 5,49         | ↗27 516                   |
| 3 |      |      | мун. округ | Обуховский      | 05.02.1999      | МО № 51           | 5,51         | ↗57 556                   |
| 4 |      |      | мун. округ | Рыбацкое        | 02.06.2000      | МО № 52           | 9,16         | ↗71 335                   |
| 5 |      |      | мун. округ | Народный        | 31.10.2012      | МО № 53           | 9,86         | ↗81 210                   |
| 6 |      |      | мун. округ | № 54            |                 | МО № 54           | 6,11         | ↗68 326                   |
| 7 |      |      | мун. округ | Невский округ   | 12.03.2001      | МО № 55           | 4,44         | ↗70 577                   |
| 8 |      |      | мун. округ | Оккервиль       | 05.02.1999      | МО № 56           | 2,49         | ↗62 501                   |
| 9 |      |      | мун. округ | Правобережный   | 20.10.2010      | МО № 57           | 6,40         | ↗89 418                   |

## Транспорт

### Мосты
В Невском районе расположены три моста через Неву (причём по двум из них проходит частично граница района):
- Большой Обуховский (Вантовый) — соединяет Санкт-Петербург и Ленинградскую область;
- Володарский;
- Финляндский железнодорожный.

На левом берегу недалеко от Володарского моста был расположен Речной вокзал.

### Наземный транспорт

#### Автобусы
Невский район обслуживают автобусные парки  № 1 и № 7. По району проходят следующие маршруты: № 4, 5, 8, 11, 12, 31, 48, 53, 56, 58, 95, 97, 102, 114, 115, 115А, 116, 117, 118, 119, 140, 157, 161, 164, 169, 189, 191, 209, 228, 233, 234, 239, 241, 253, 255А, 255Б, 264, 285, 288, 327, 328, 396А, 469, 469А, 476,
485, 596, 596А, 596Б, 682, 692, 693. С ними можно ознакомиться тут. Также автобусная сеть связывает Невский район с Адмиралтейским, Василеостровским, Выборгским, Калининским, Кировским, Красносельским, Красногвардейским, Московским, Фрунзенским и Центральным районами, а также с Всеволожским и Кировским районами Ленинградской области.

#### Трамваи
В Невском районе находится трамвайный парк № 7, обслуживающий маршруты № 7, 10, 23, 24, 27, 39, 65, А. Также трамвайная сеть связывает Невский район с Центральным и Красногвардейским районами.
Маршруты:
- 7 — Малая Охта-  «Пр. Солидарности»;
- 10 — «Ул. Подвойского» до остановки «Ул. Передовиков»;
- 23 — «Пр. Солидарности, 19» до остановки Финляндский Вокзал;
- 24 — «Перекупной пер.» до остановки «Ст. м. Рыбацкое»;
- 27 — «Р. Оккервиль» до остановки «Ст. м. Рыбацкое»;
- 39 — "Перекупной пер." до остановки «Трамвайный парк им. Володарского»;
- 65 — «Р. Оккервиль» до остановки «ДК Невский»;
- А — от «Р. Оккервиль» до остановки «Нерчинская ул.» (следует по кольцу и не имеет конечной остановки)[24].

#### Троллейбусы
Троллейбусная сеть связывает Невский район с Центральным, Калининским, Фрунзенским, Московским и Красногвардейским районами.
Маршруты троллейбусов:
- 14 — «Ст. м. Площадь Александра Невского» до остановки «Товарищеский пр.»;
- 16 — «Ст. Ручьи» до остановки «Ул. Седова, 12»;
- 27 — «Товарищеский пр.» до остановки «Пл. Конституции»;
- 33 — «Пр. Солидарности / Ул. Подвойского» до остановки «Пр. Солидарности» (кольцевое движение);
- 43 — «Финляндский вокзал — Метро Площадь Ленина» до остановки «Товарищеский пр.».

### Станции метро
По левому берегу Невы проходит часть Невско-Василеостровской линии Петербургского метрополитена — Невский радиус, по правому берегу — Правобережной линии.
Станции в границе района (с севера на юг):
| Линия 3 (НВЛ)                                            | Линия 4 (ПБл)                      |
| -------------------------------------------------------- | ---------------------------------- |
| Елизаровская Ломоносовская Пролетарская Обухово Рыбацкое | Проспект Большевиков Улица Дыбенко |

### Железнодорожный транспорт
На территории Невского района есть следующие железнодорожные станции (с севера на юг):
- Навалочная;
- Пост 5 км;
- Фарфоровская;
- Сортировочная-Московская;
- Обухово;
- Рыбацкое.

Все эти станции Московского направления Московского вокзала.

### Основные транспортные магистрали
- Левобережная часть:
  - проспект Обуховской Обороны, переходящий в Шлиссельбургский проспект;
  - улица Седова, идет параллельно проспекту Обуховской обороны;
  - улица Бабушкина, проходит между проспектом Обуховской Обороны и улицей Седова;
  - Ивановская улица.
- Правобережная часть:
  - Октябрьская набережная и Дальневосточный проспект;
  - проспекты Большевиков, Российский, Товарищеский и Искровский;
  - улицы Подвойского, Дыбенко, Народная.

## Памятники истории и архитектуры

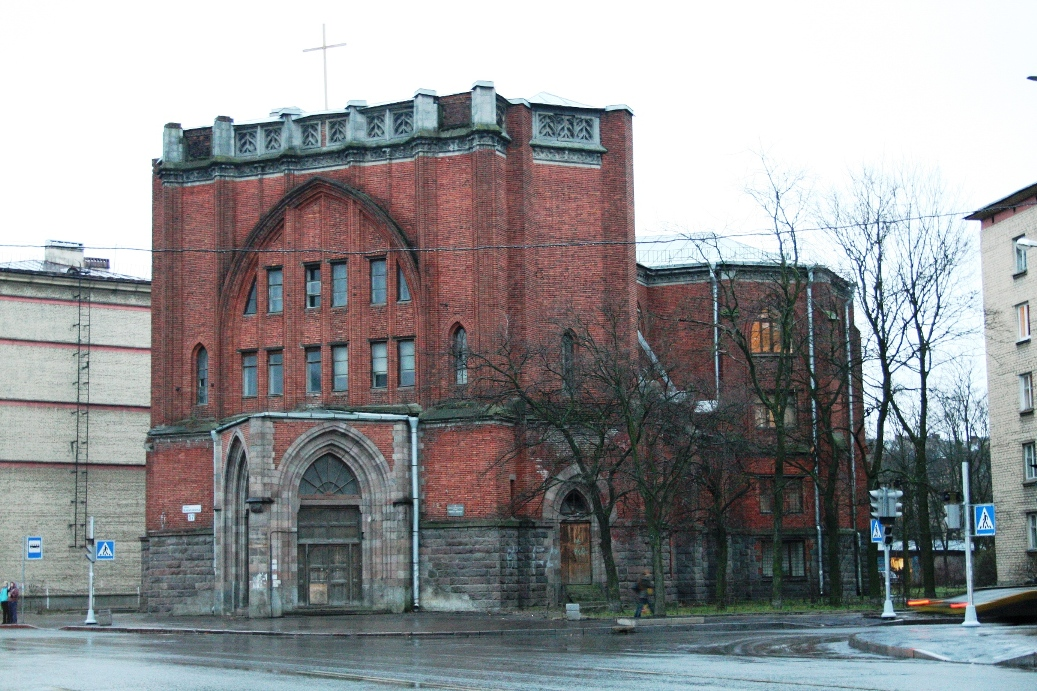
Католическая церковь Святейшего Сердца Иисуса

- Троицкая церковь «Кулич и Пасха» (1785—1790, архитектор Н. А. Львов);
- Католический храм Святейшего Сердца Иисуса (1907—1917, архитектор С. П. Галензовский);
- Здание британо-американской церкви — (1901) — Проспект Обуховской Обороны, 129 (за садом Дудко);
- «Дача Чернова» (конец XIX века, архитектор А. Гоген);
- Невский мемориал «Журавли»;
- Памятник В. Володарскому;
- Памятник В. П. Ногину;
- Памятник В. И. Ленину;
- Памятник С. А. Есенину;
- Памятник курсантам, погибшим в Афганистане;
- Памятник революционным деятелям Невской заставы (1970—1974 годы, коллектив авторов под руководством архитекторов А. Д. Левенкова и П. И. Мельникова);
- в 2007 году в районе появился свой сад цветов на бульваре Красных Зорь[25];
- Памятник Ольге Берггольц в Палевском саду (2015)[26].
- Дом-стакан — дома такой формы находятся в разных частях Санкт-Петербурга, один из них располагается в Невском районе на ул. Седова

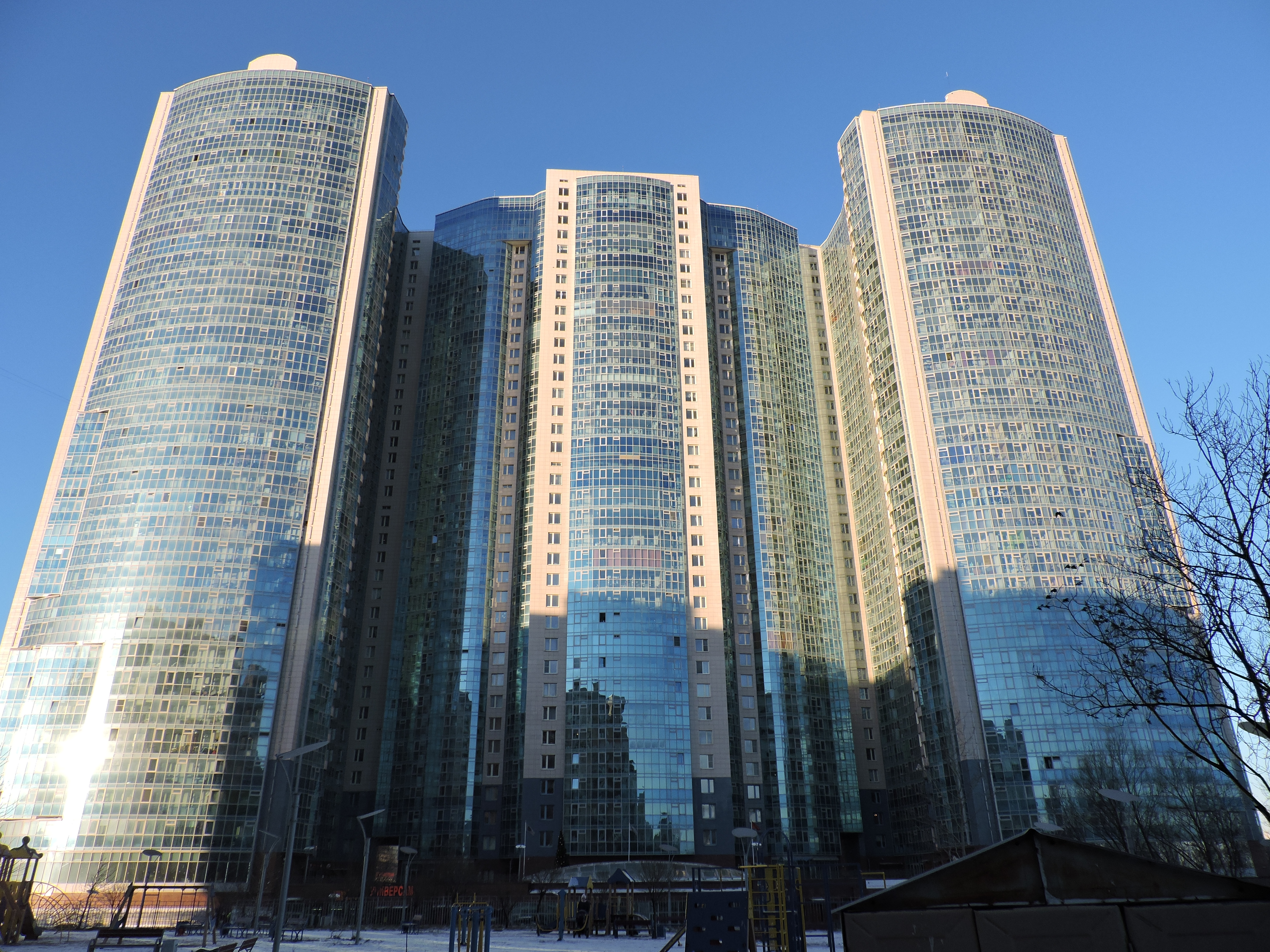
ЖК Князь Александр Невский

- ЖК Князь Александр Невский — самое высокое здание Невского района.
- Дом-колбаса на ул. Бабушкина получил такое название из-за своей длины (300 м) и полукруглого изгиба[27].

## Библиотеки
В 1975 году на базе Центральной районной библиотеки им. Л. Соболева была создана «Невская ЦБС» с единым книжным фондом. Сегодня ЦБС объединяет 13 публичных библиотек, находящихся на правом и левом берегу Невы. Единый книжный фонд, универсальный по своему содержанию, насчитывает 700 тыс. книг, в том числе на электронных носителях, аудиокниг, журналов и газет (около 270 наименований).
Библиотеки:
- Центральная районная библиотека им. Л. С. Соболева;
- Центральная районная детская библиотека;
- Библиотека № 1 им. Н. К. Крупской;
- Библиотека № 2 им. Ф. А. Абрамова;
- Библиотека № 3 им. О. Ф. Берггольц;
- Библиотека № 4;
- Библиотека № 5 им. Н. М. Рубцова;
- Рыбацкая библиотека № 6;
- Детская библиотека № 8;
- Детская библиотека № 10;
- Детская библиотека № 11;
- Детская библиотека № 12;
- Библиотека № 13.

## Музеи
- Исторический краевой музей «Невская Застава» (Ново-Александровская улица, д. 23)
- Музей Ломоносовского фарфорового завода (пр. Обуховской обороны, д. 151)
- Музей истории предприятия ОАО «Октябрьский электровагоноремонтный завод» (ул. Седова, д. 45)
- Музей Ольги Берггольц в школе № 340[28].
- Музей истории Обуховского завода (пр. Обуховской обороны, д. 122)

## Парки и сады
- Парк имени И. В. Бабушкина
- Парк имени Есенина (Санкт-Петербург)
- Парк Усадьбы генерала Чернова «Сосновка»
- Парк «Куракина Дача»
- Парк Строителей
- Парк Боевого Братства
- Брестский парк
- Сад Спартак
- Аллея Пожарных
- Парк у Невы

## Туризм
- Гостиница «Галакт»
- Гостиница «Белые ночи»

## Промышленные предприятия
- Обуховский завод
- Конструкторское бюро специального машиностроения
- Невская косметика
- Комбинат хлебопродуктов им. Кирова
- Стекольный завод
- Императорский фарфоровый завод
- Невский завод
- Российский научный центр «Прикладная химия» (бывший ГИПХ)
- Комбинат технических сукон
- Писчебумажная фабрика имени Володарского
- Завод турбинных лопаток
- ОАО «Звезда»
- Научно-производственная фирма «Пигмент»
- Пролетарский завод
- Плаза
- Октябрьский электровагоноремонтный завод
- Завод «Навигатор»
- Завод подъёмно-транспортного оборудования имени С. М. Кирова
- Пивоварня Heineken

## Отдых и развлечения

### Культурный отдых и развлечения

#### Театры и кинотеатры
Театры:
- Театр «Мастерская»

Кинотеатры:
- Киноград (Тепловозная ул., 31)
- Формула кино (ул. Колонтай, 3Б)
- Каро 5 (пр. Большевиков, 18, корп. 2)

#### Дома культуры
В Невском районе располагаются следующие дома культуры:
- Рыбацкий дом культуры
- Дом культуры Троицкий
- Дом культуры им. Н. К. Крупской
- Дом культуры и техники Пролетарский

### Спортивный отдых и развлечения
На территории Невского района есть несколько скейт-парков:
- деревянный скейт-парк у Ледового дворца Петербурга на ул. Латышских Стрелков (2019);
- скейт-парк Ивановский карьер (2019);
- бетонный скейт-парк на ул. Джона Рида (2021);
- бетонный скейт-парк ул. Антонова-Овсеенко (2021).

### Детский отдых и развлечения
В Невском районе существует «Парк развлечений им. Бабушкина»

## Наука и образование
В районе находится более 50 школ и 13 ПТУ.

### Техникумы и колледжи, расположенные в Невском районе
- Морской колледж (подразделение Государственной морской академии им. адмирала С. О. Макарова)
- Академия машиностроения имени Ж. Я. Котина (бывший Невский машиностроительный техникум)
- Педагогический колледж фитнеса
- Педагогический колледж № 8
- Пожарно-спасательный колледж — «Санкт-Петербургский центр подготовки спасателей»
- Российский колледж традиционной культуры Санкт-Петербурга
- Санкт-Петербургский морской технический колледж (один из корпусов)
- Санкт-Петербургский техникум железнодорожного транспорта (один из корпусов, подразделение Петербургского государственного университета путей сообщения)
- Санкт-Петербургский экономико-технологический колледж им. Д. И. Менделеева
- Колледж метростроя
- Санкт-Петербургская академия милиции им. Н. А. Щёлокова

### Вузы, расположенные в Невском районе
- Санкт-Петербургский государственный институт культуры (один из корпусов)
- Санкт-Петербургский государственный университет сервиса и экономики
- Санкт-Петербургский государственный университет телекоммуникаций им. проф. М. А. Бонч-Бруевича (один из корпусов)
- Санкт-Петербургская юридическая академия